# Selenter See
Selenter See är en tysk insjö i förbundslandet Schleswig-Holstein. Selenter See är den näst största sjön i förbundslandet.
Selenter See är belägen vid orten Selent i distriktet Plön. Sjön avvattnas av bäckarna Mühlenau och Salzau, som mynnar ut i Östersjön.